# Ярославский сельсовет (Курганская область)
Яросла́вский сельсовет — упразднённые административно-территориальная единица и муниципальное образование со статусом сельского поселения в составе Притобольного района Курганской области.
Административный центр — село Ярославское.

## История
В соответствии с Законом Курганской области от 6 июля 2004 года № 419 сельсовет наделён статусом сельского поселения.
Законом Курганской области от 20 сентября 2018 года N 92, в состав Раскатихинского сельсовета было включено единственное село упразднённого Ярославского сельсовета.

## Население
| 1989 | 2002 | 2004 | 2010 | 2012 | 2013 | 2014 |
| ---- | ---- | ---- | ---- | ---- | ---- | ---- |
| 903  | ↘463 | ↗501 | ↘391 | ↘384 | ↘366 | ↗375 |
| 2015 | 2016 | 2017 | 2018 | 2019 |      |      |
| ↘367 | ↘364 | ↘362 | ↘355 | ↗358 |      |      |

## Состав сельского поселения
| № | Населённый пункт | Тип населённого пункта       | Население |
| - | ---------------- | ---------------------------- | --------- |
| 1 | Ярославское      | село, административный центр | ↗358      |